# Generalmajor (ZDA)
Generalmajor (angleško Major general) je dvo-zvezdni generalski čin, ki je drugi najnižji generalski čin in spada v plačni razred O-8. Nižji čin je tako brigadni general, medtem ko je višji generalporočnik. Ustreza činu kontraadmirala v drugih uniformiranih službah ZDA. Je najvišji dovoljeni čin v mirnem času v vseh uniformiranih službah (višji čini so začasni čini, ki so povezani s poločaji, čeprav so skoraj vsi častniki, ki so bili povišani v te čine, upokojeni z njihovim najvišjim doseženim činom).

## Zakonodaja
Ameriška zakonodaja omejuje število generalov na aktivni službi, ki je trenutno omejeno na 230 generalov Kopenske vojske ZDA, 208 generalov Vojnega letalstva ZDA in 60 generalov Korpusa mornariške pehote ZDA, pri čemer ne sme več kot 25% aktivnih generalov ne sme imeti več kot dve zvezdice. 
Nekateri položaji zahtevajo čin generalmajorja; med njimi so tako namestnik generalnega pravnika Kopenske vojske ZDA in v Vojnem letalstvu ZDA; Načelnik inženircev Kopenske vojske ZDA.
Da je častnik povišan v stalni čin generalmajorja, mora prestati preverjanje s strani komisije za povišanja, ki jo sestavljajo drugi generali iz iste uniformirane službe  This promotion board then generates a list of officers it recommends for promotion to general rank]</ref>. Seznam potrjenih kandidatov je nato v pregled poslan sekretarju ZDA za to uniformirano službo ter Združenemu štabu Oboroženih sil ZDA, nakar ga prejme predsednik ZDA preko sekretarja za obrambo ZDA.
. Predsednik nato predlaga kandidate iz seznama, pri čemer upošteva nasvete vpletenih sekretarjev, načelnika štaba oz. poveljnika. Predsednik lahko sam predlaga tudi druge kandidate, ki niso na seznamu, če je to v interesu države; a je to neobičajno. Kandidate mora potrditi Senat ZDA z večinsko podporo. Ko je kandidat potrjen, je povišan v čin takrat kot zasede ustrezen položaj. Za položaje, ki so rezervirani z zakonodajo, lahko predsednik predlaga častnika za ta položaj; tudi v takih primerih lahko kandidata čaka komisija za povišanja. 
Ker je to stalni čin, general ne izgubi čina, ko zapusti svoj položaj. Običajno pa generalmajorji zasedajo položaje med 2 in 4 leti.
Generalporočniki se morajo upokojiti po petih letih na položaju oz. 35. letih aktivnega služenja, razen če so bili predlagani za povišanje oz. ponovno imenovani za isti čin. Prav tako se morajo vsi generali upokojiti najkasneje v mesecu po dopolnjenem 64. rojstnem dnevu. A sekretar za obrambo ZDA lahko zadrži upokojitev generalporočnikov do 66. rojstnega dne in predsednik ZDA lahko zadrži upokojitev do 68. rojstnega dne.
Običajno se generali upokojijo že prej, tako da omogočijo napredovanje mlajšim častnikom.

## Uporaba
Čin generalmajorja Kopenske vojske ZDA je bil 16. marca 1802 ukinjen  in obnovljen 11. januarja 1812 med pripravami za vojno leta 1812. Od takrat je bil čin generalmajorja v Kopenski vojski ZDA v uporabi.
Do ameriške državljanske vojne je bil to najvišji možni čin; edino Winfield Scott je leta 1855 postal brevetni generalporočnik. To je bila posledica dejstva, da je ob smrti George Washington imel čin generalporočnika (namesto polnega generala), zaradi česar je veljalo, da bi bilo neprimerno, da bi imeli častniki višji oz. enak čin kot Washington. Da bi odpravili to anomalijo, je Kongres ZDA leta 1976 posmrtno povišal v čin generala armad Združenih držav.
Položaj Generalmajorja poveljujočega kopenski vojski je od 13. marca 1861 bil označen s tremi zvezdicami. Ko je bil Ulysses S. Grant 9. marca 1864 povišan v generalporočnika ter prevzel poveljstvo vojaških sil Unije, je uporabljal tro-zvezdno oznako svojega položaja. 
Kopenska vojska Konfederacijskih držav Amerike je imela tudi čin generalmajorja, pri čemer je generalmajor po navadi poveljeval diviziji, generalporočnik korpusu in general armadi.
V marinskem korpusu ni bilo generalmajorja vse do julija 1902, ko je bil komandant Korpusa mornariške pehote ZDA Charles Heywood povišan v ta čin. Od njegove upokojitve in 3. oktobra 1903 je bil čin brigadnega generala ponovno najvišji čin v marinskem korpusu. Šele 21. maja 1908 je bil položaj komandanta korpusa povzdignjen na položaj generalmajorja. Ostal je najvišji čin marinskega korpusa vse do 20. januarja 1942, ko je bil položaj komandata povzdignjen na položaj generalporočnika.